# Comuna Jichișu de Jos, Cluj
Jichișu de Jos (în maghiară Alsógyékényes, în germană Unterrohrbach) este o comună în județul Cluj, Transilvania, România, formată din satele Codor, Jichișu de Jos (reședința), Jichișu de Sus, Șigău și Tărpiu.

## Date geografice
Comuna este situată la poalele de nord-est ale Dealului Bobâlna (Dealurile Dejului), pe dreapta râului Olpret.

## Demografie
Componența etnică a comunei Jichișu de Jos
     Români (92,85%)
     Alte etnii (1,33%)
     Necunoscută (5,82%)
Componența confesională a comunei Jichișu de Jos
     Ortodocși (85,51%)
     Penticostali (3,15%)
     Greco-catolici (2,96%)
     Alte religii (0,95%)
     Necunoscută (7,44%)
Conform recensământului efectuat în 2021, populația comunei Jichișu de Jos se ridică la 1.049 de locuitori, în scădere față de recensământul anterior din 2011, când fuseseră înregistrați 1.152 de locuitori. Majoritatea locuitorilor sunt români (92,85%), iar pentru 5,82% nu se cunoaște apartenența etnică. Din punct de vedere confesional, majoritatea locuitorilor sunt ortodocși (85,51%), cu minorități de penticostali (3,15%) și greco-catolici (2,96%), iar pentru 7,44% nu se cunoaște apartenența confesională.

## Politică și administrație
Comuna Jichișu de Jos este administrată de un primar și un consiliu local compus din 9 consilieri. Primarul, Ioan Moncea[*], de la Partidul Național Liberal, este în funcție din 2008. Începând cu alegerile locale din 2024, consiliul local are următoarea componență pe partide politice:
|  | Partid                          | Consilieri | Componența Consiliului | Componența Consiliului | Componența Consiliului | Componența Consiliului | Componența Consiliului | Componența Consiliului | Componența Consiliului |
|  | ------------------------------- | ---------- | ---------------------- | ---------------------- | ---------------------- | ---------------------- | ---------------------- | ---------------------- | ---------------------- |
|  | Partidul Național Liberal       | 7          |                        |                        |                        |                        |                        |                        |                        |
|  | Alianța pentru Unirea Românilor | 1          |                        |                        |                        |                        |                        |                        |                        |
|  | Partidul Social Democrat        | 1          |                        |                        |                        |                        |                        |                        |                        |

### Evoluție istorică
Populația comunei a evoluat de-a lungul timpului astfel:
Jichișu de Jos - evoluția demografică

|  | Graficele sunt indisponibile din cauza unor probleme tehnice. Mai multe informații se găsesc la Phabricator și la wiki-ul MediaWiki. |

Date: Recensăminte sau birourile de statistică - grafică realizată de Wikipedia

## Personalități născute aici
- Ștefan Cicio Pop (1865 - 1934), jurist și un om politic, membru al PNR și mai apoi al PNȚ, deputat în Dieta de la Budapesta, participant activ la Marea Unire din 1918, vicepreședinte al Marii Adunări Naționale de la Alba Iulia, membru al Consiliului Dirigent deținând portofoliul apărării.
- Valeria Codorean Ilea (n. 1953, Șigău), interpretă de muzică populară românească
- Amalia Codorean Chindriș (n. 1956, Șigău), interpretă de muzică populară românească

## Imagini

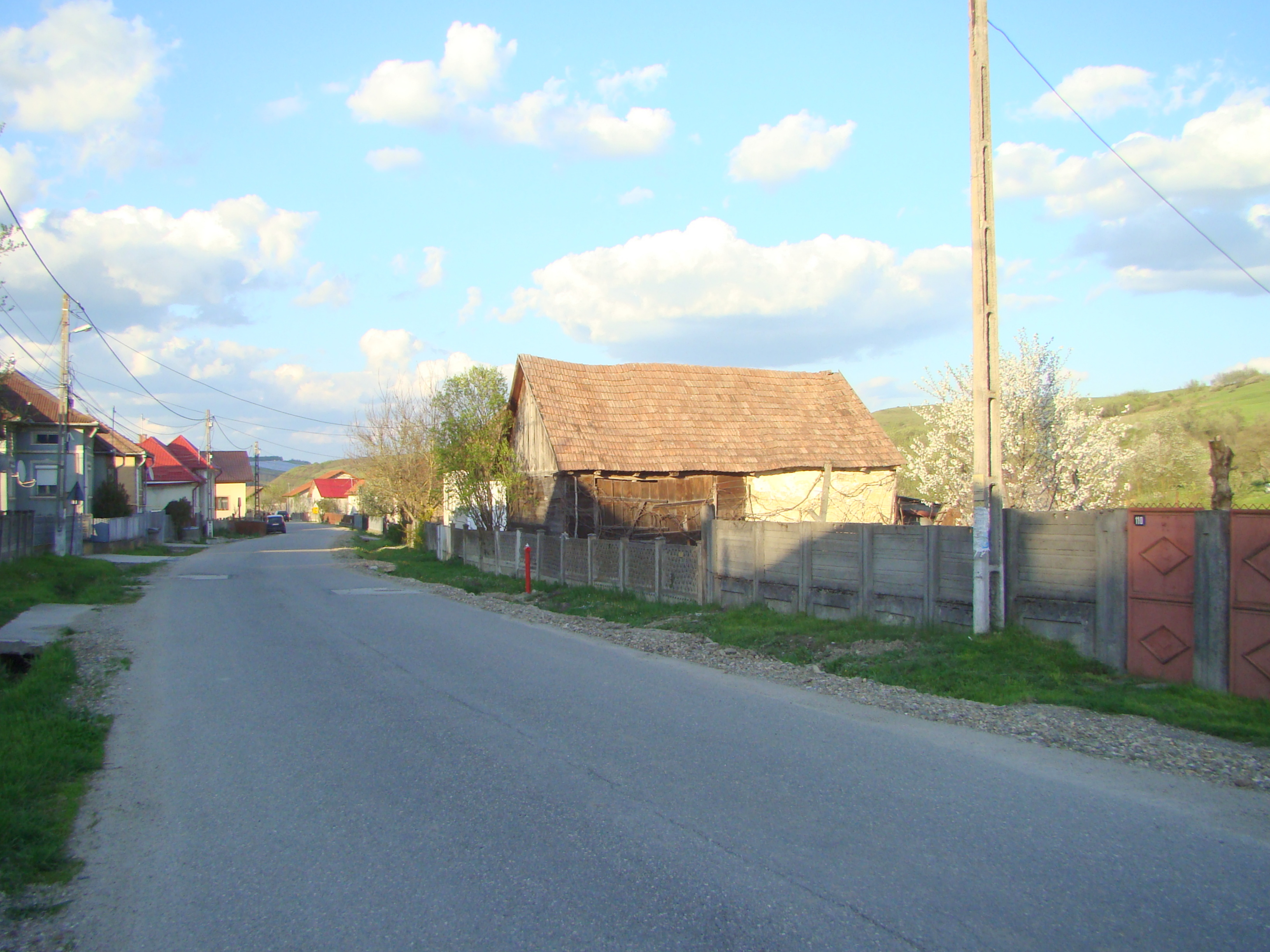
Jichișu de Jos
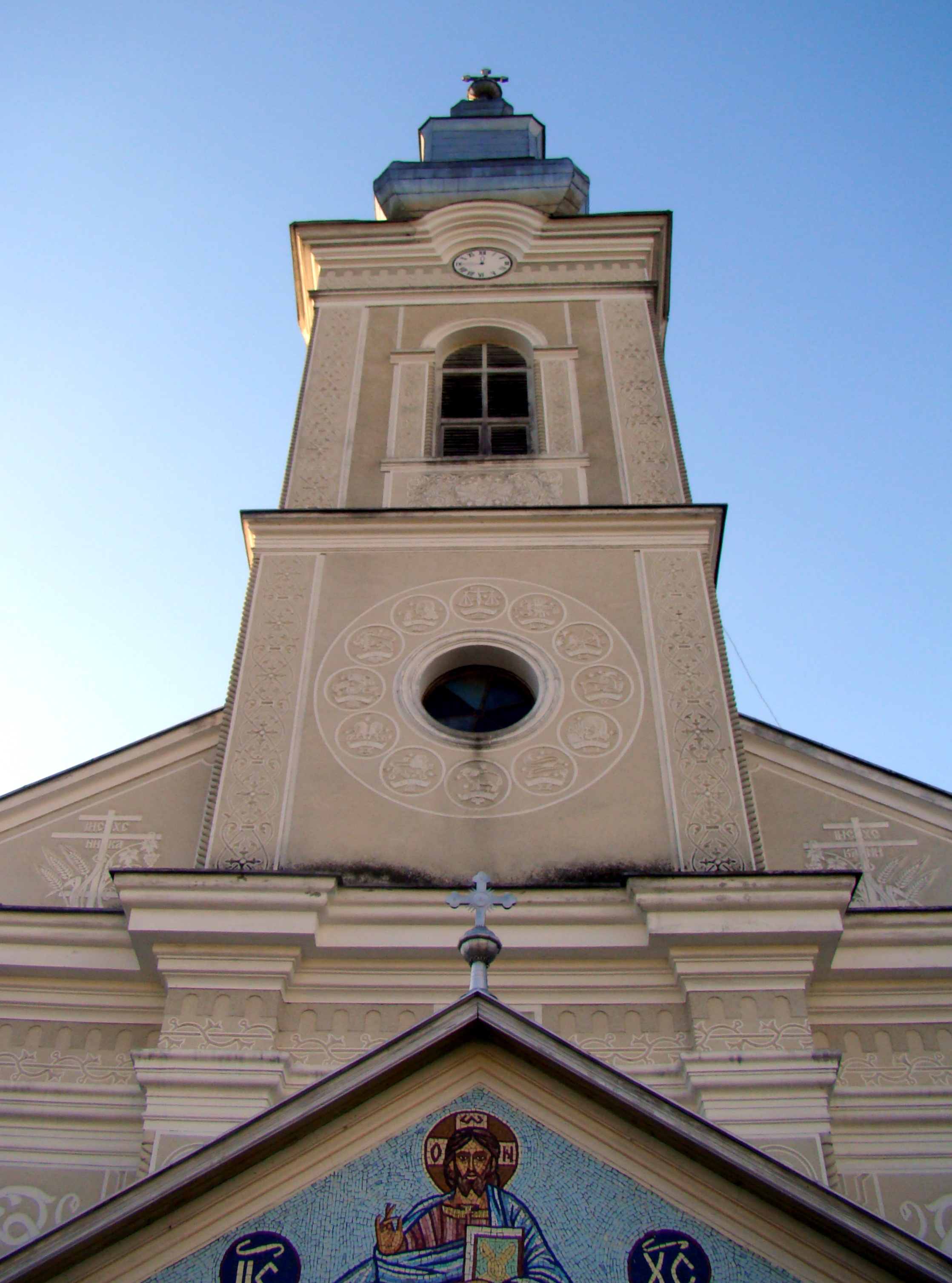
Turnul bisericii ortodoxe
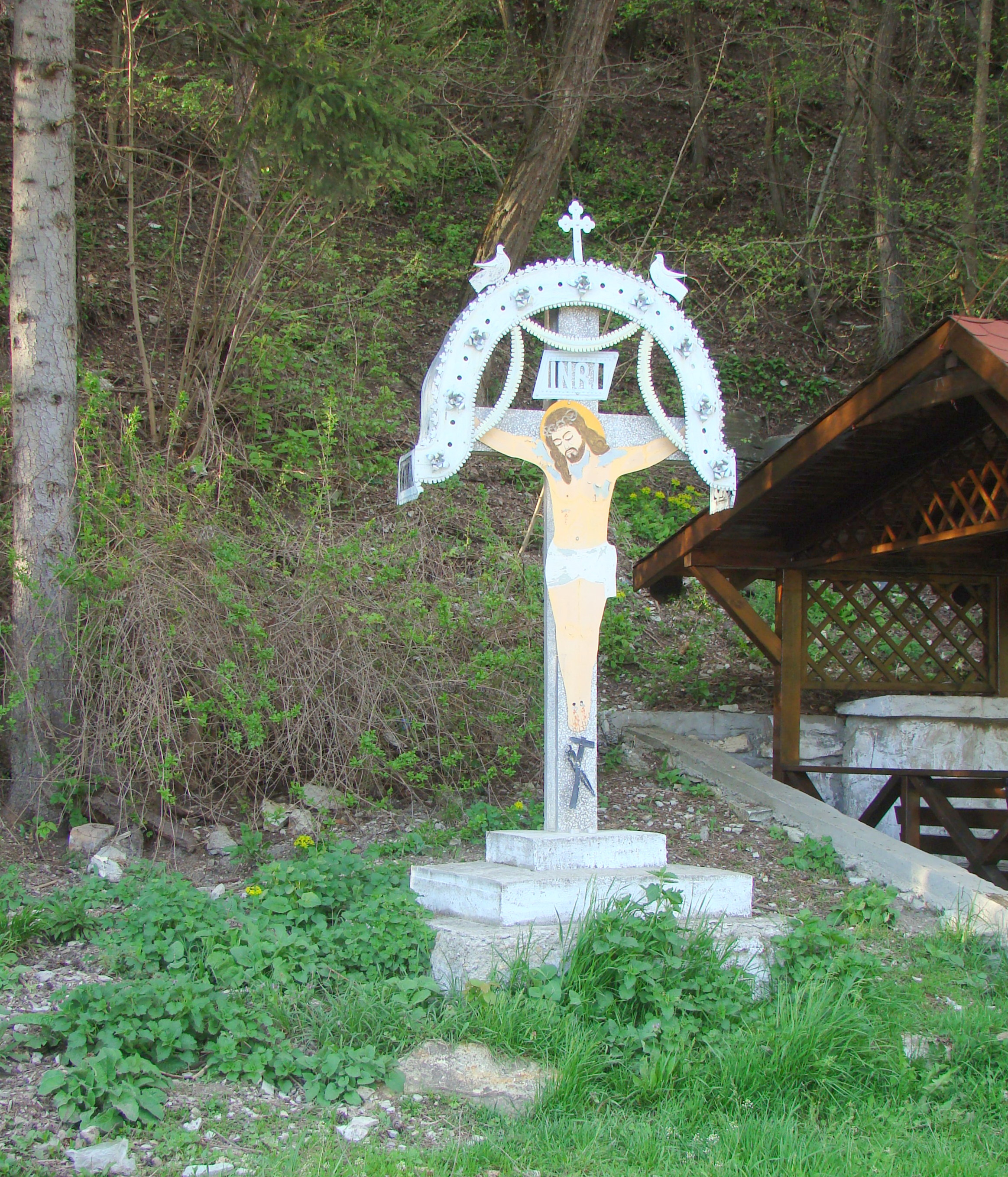
Troiță
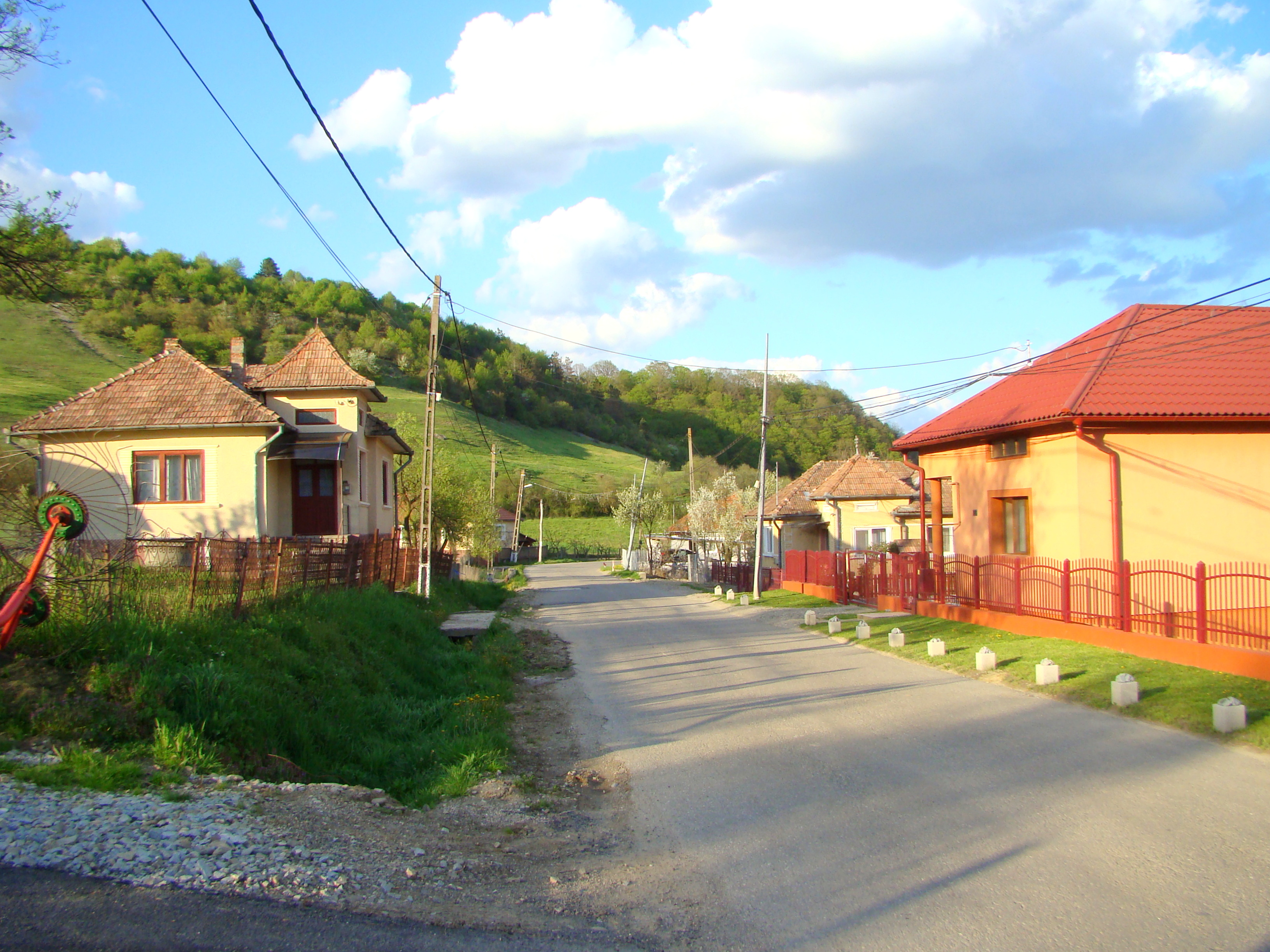
Jichișu de Jos
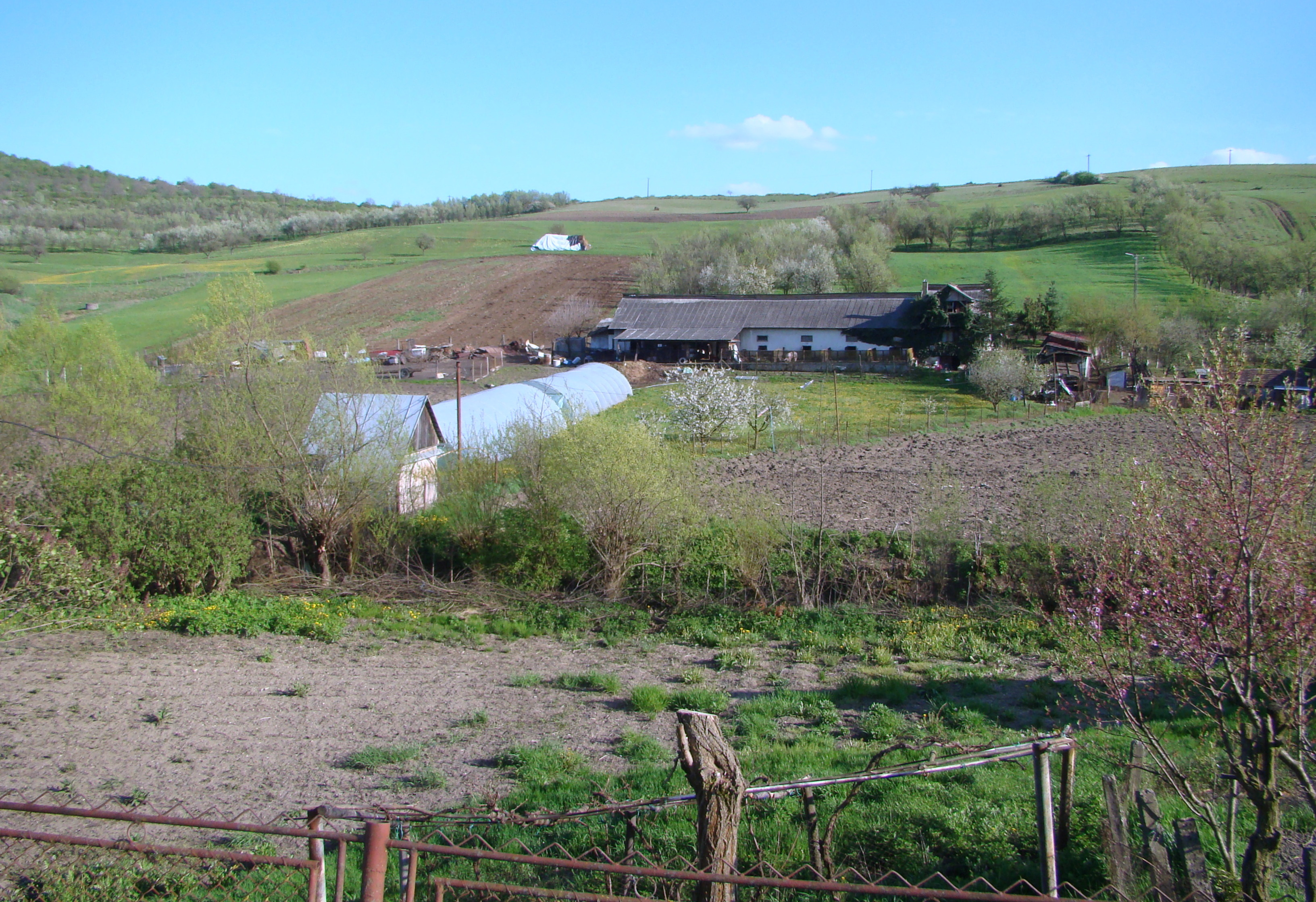
Codor
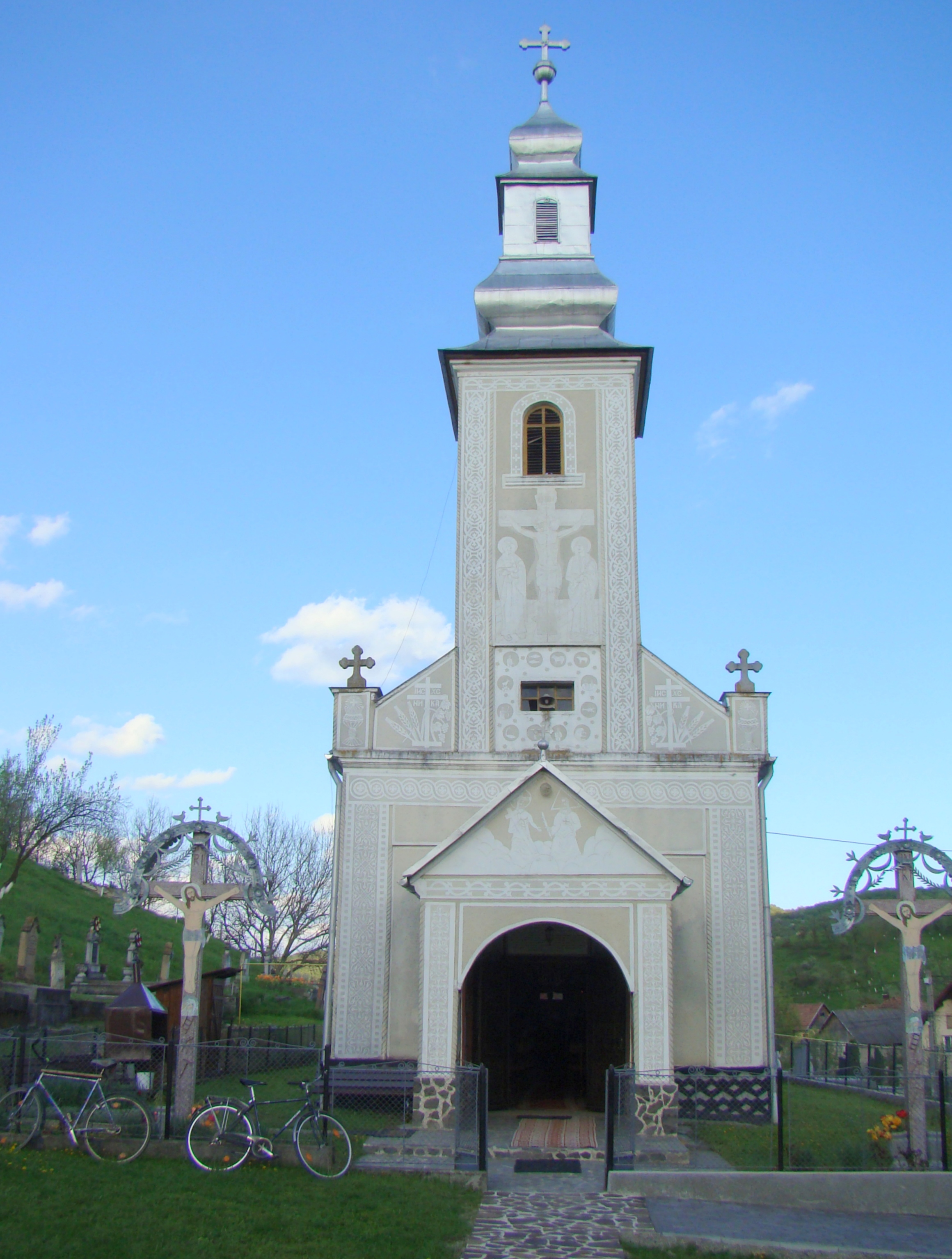
Biserica "Sfinții Arhangheli" (1887)
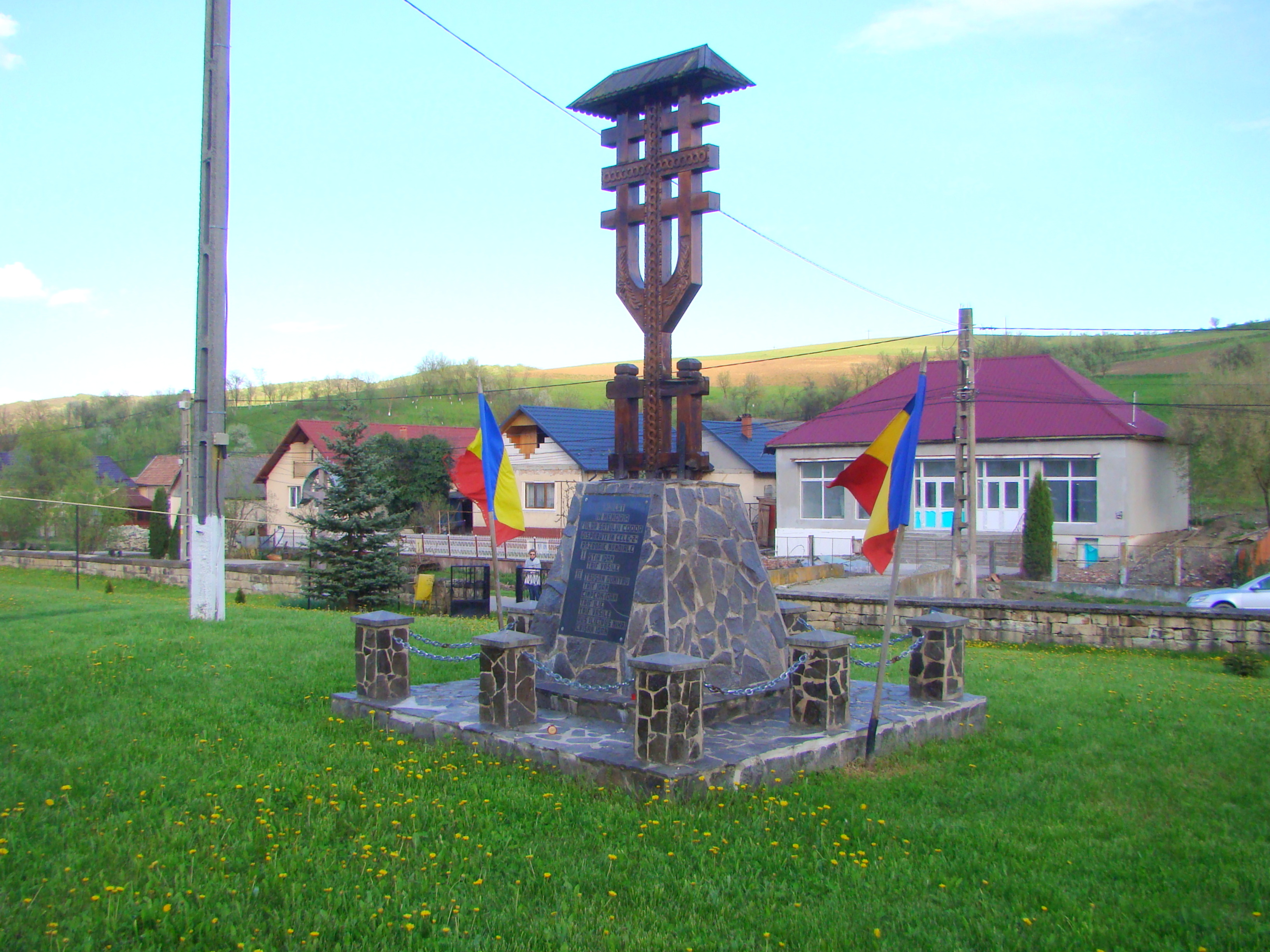
Monumentul eroilor
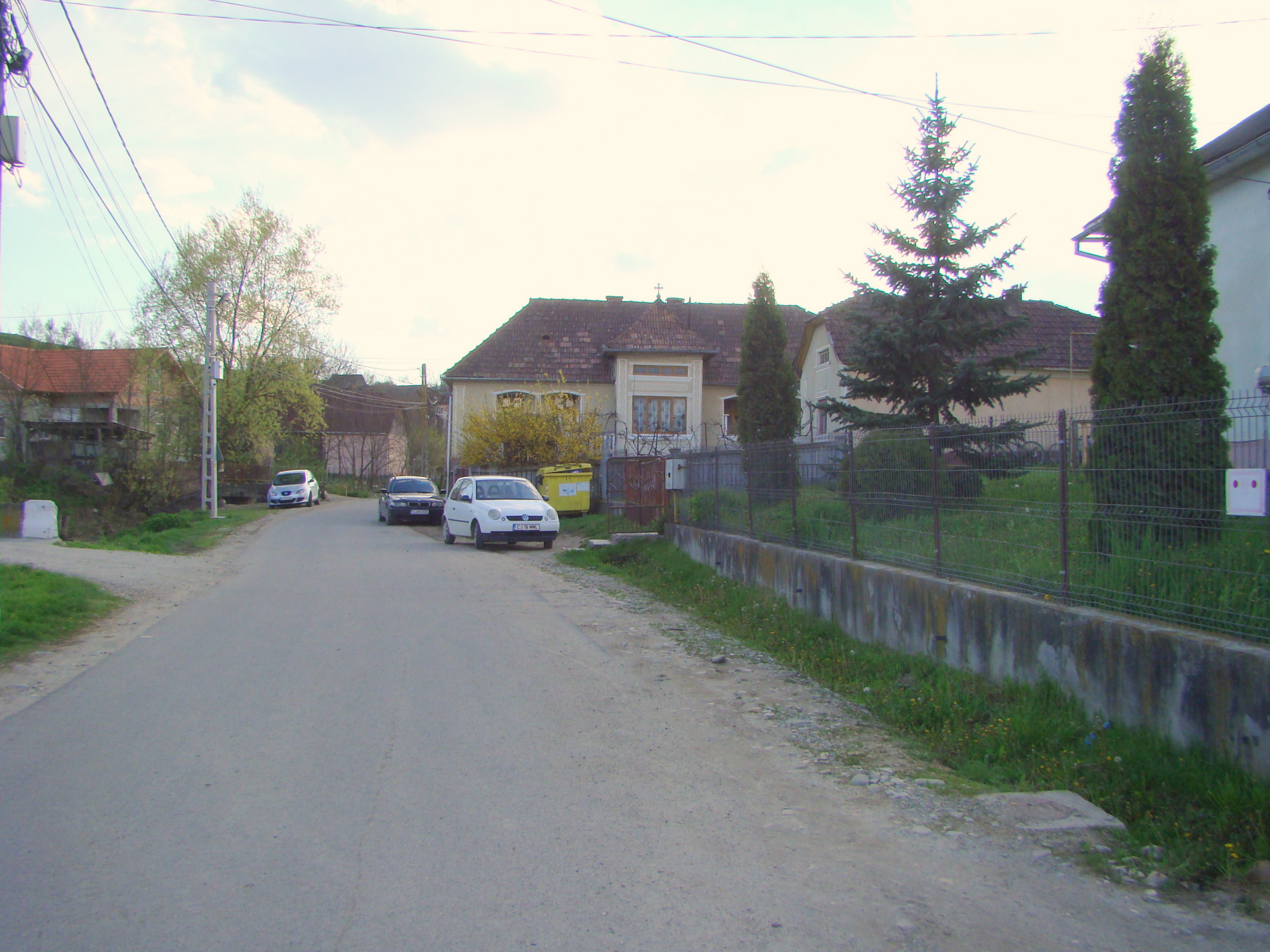
Codor
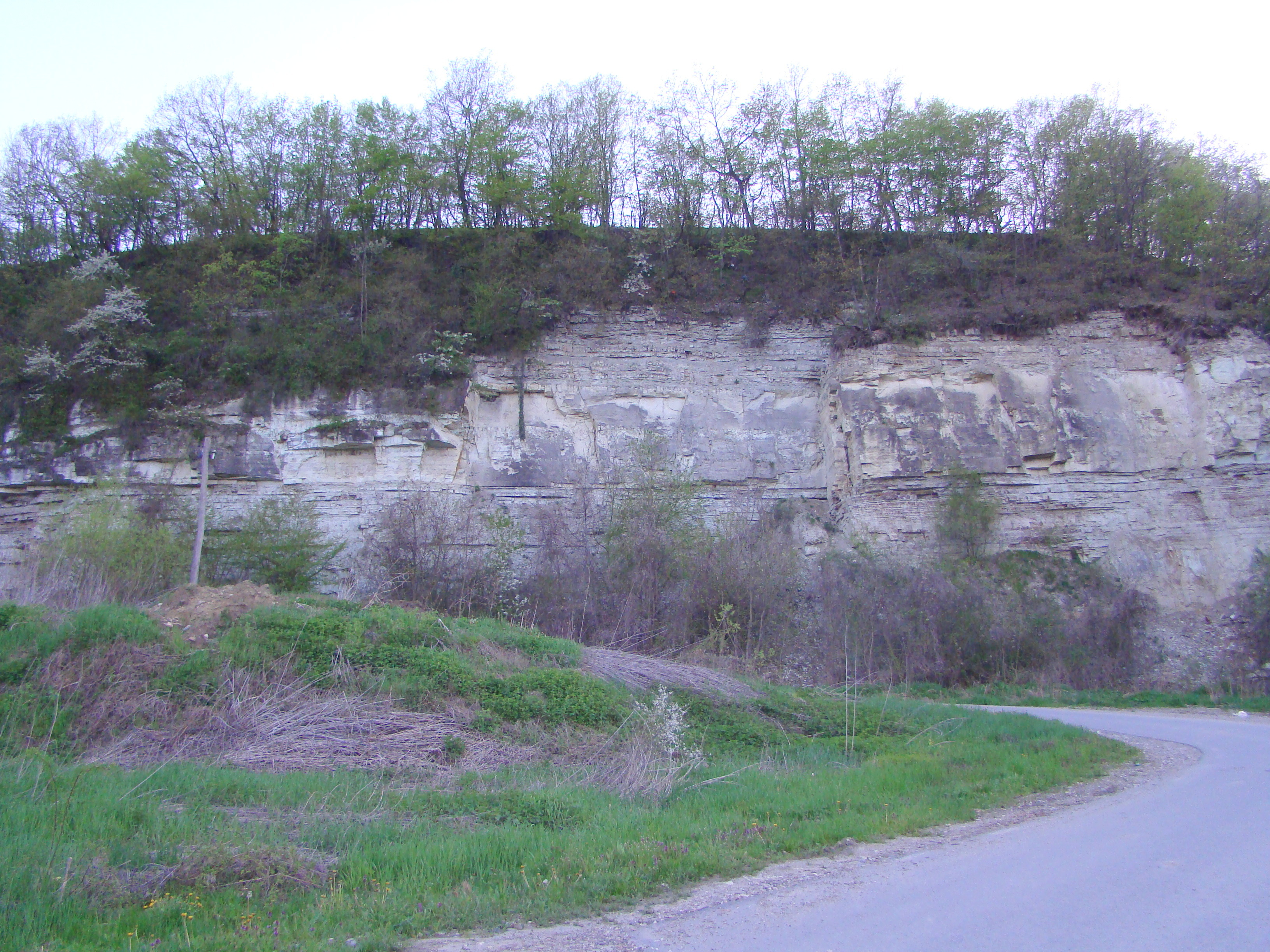
Jichișu de Sus
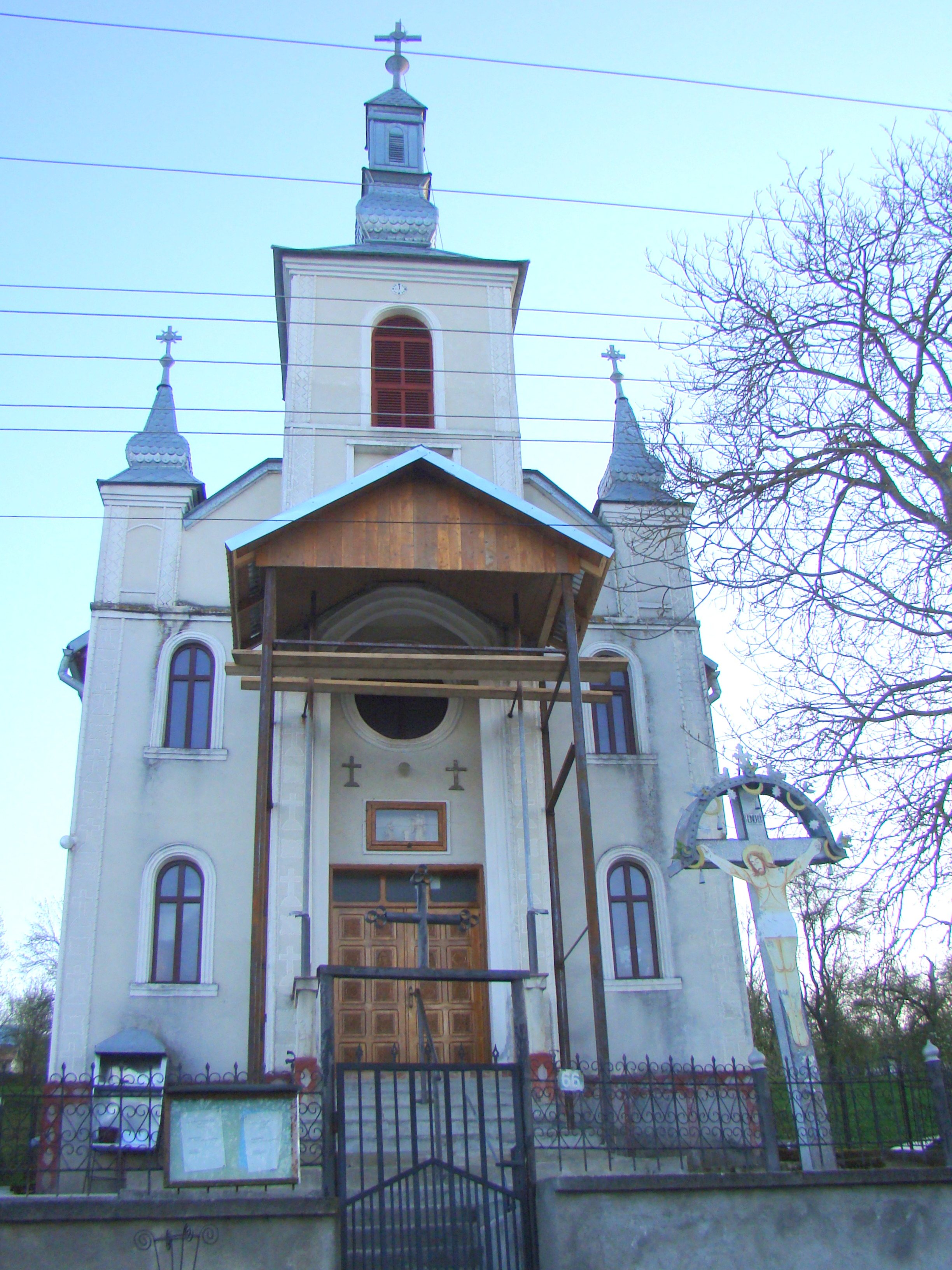
Biserica greco-catolică
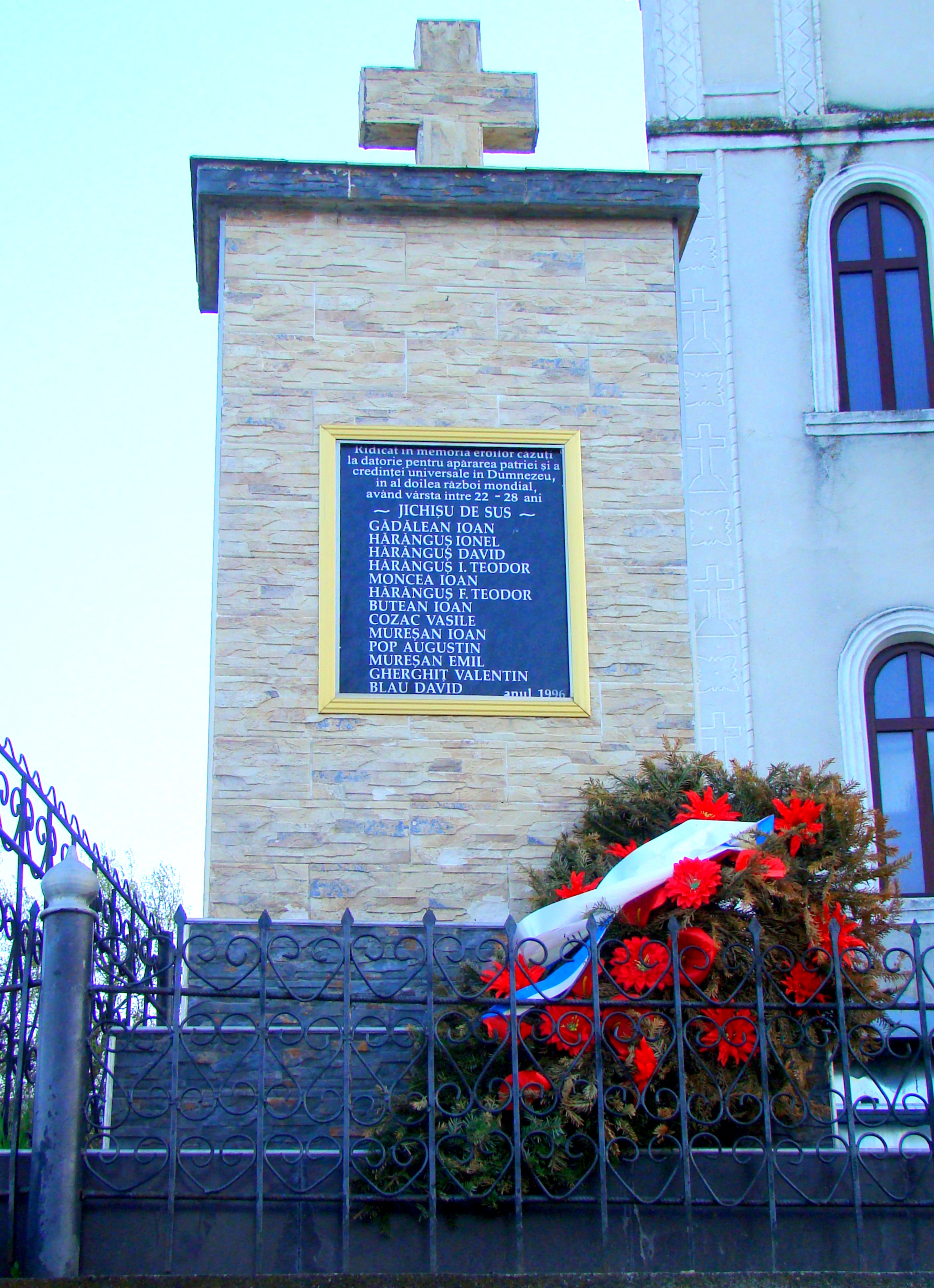
Monumentul eroilor
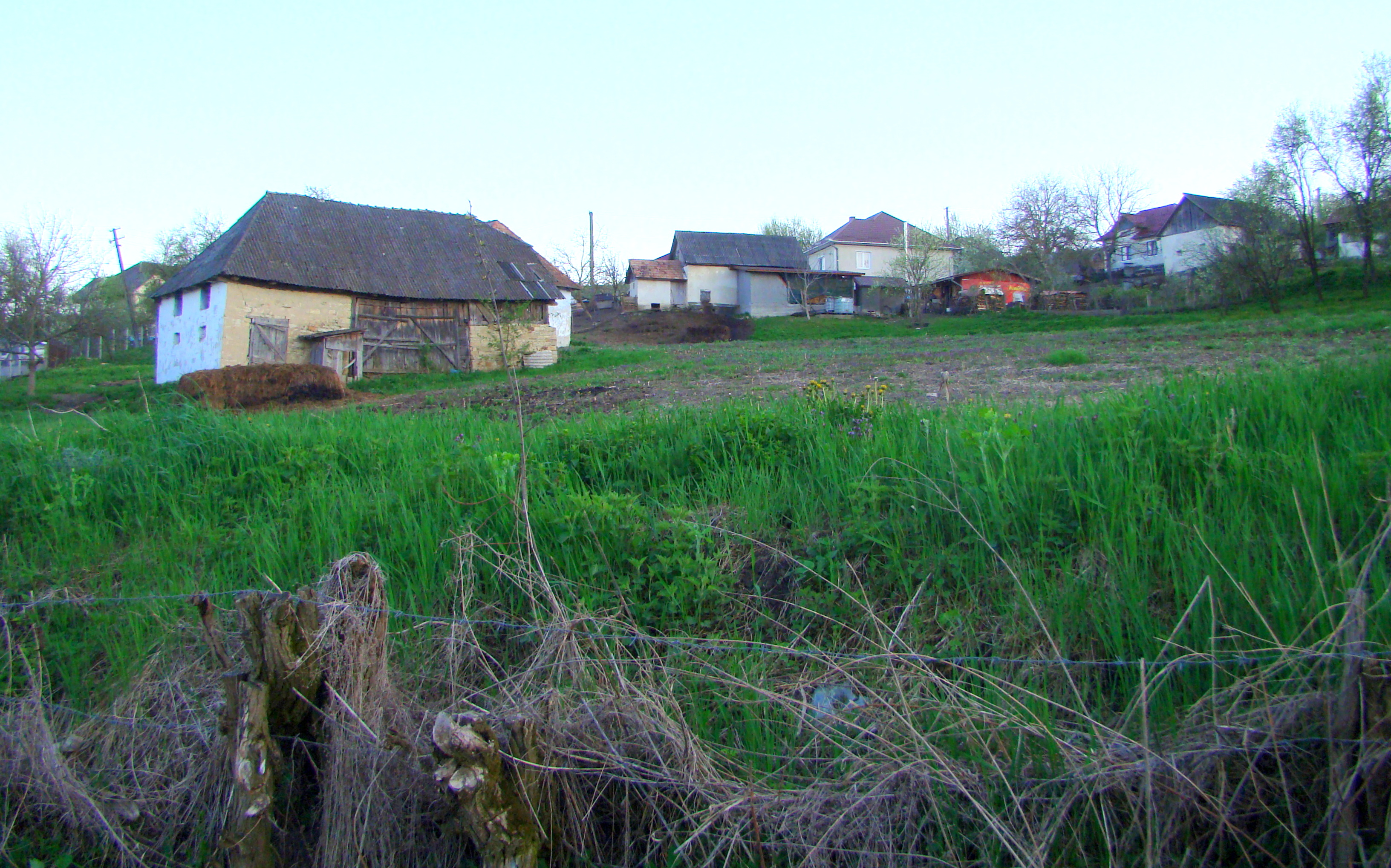
Jichișu de Sus
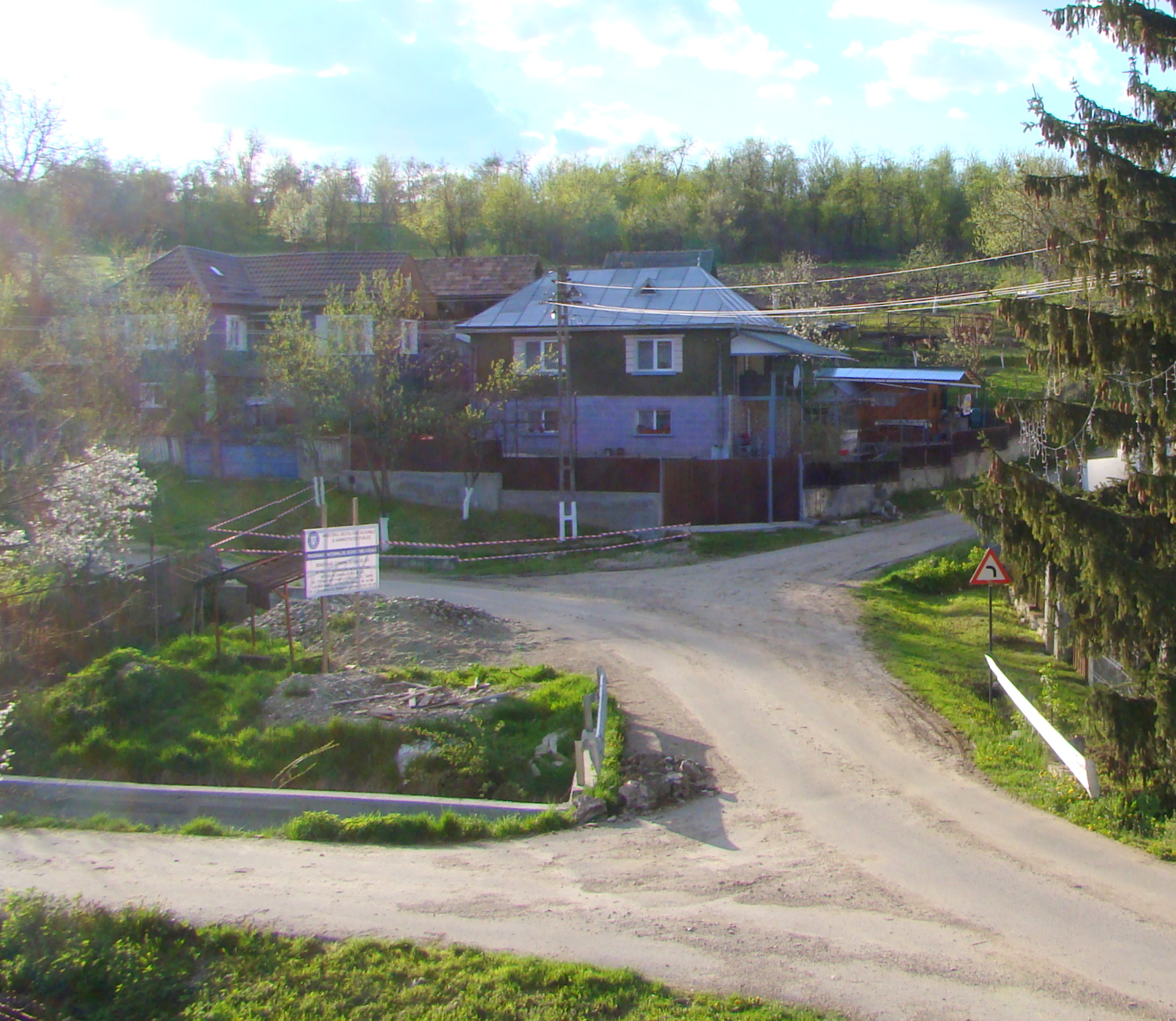
Tărpiu
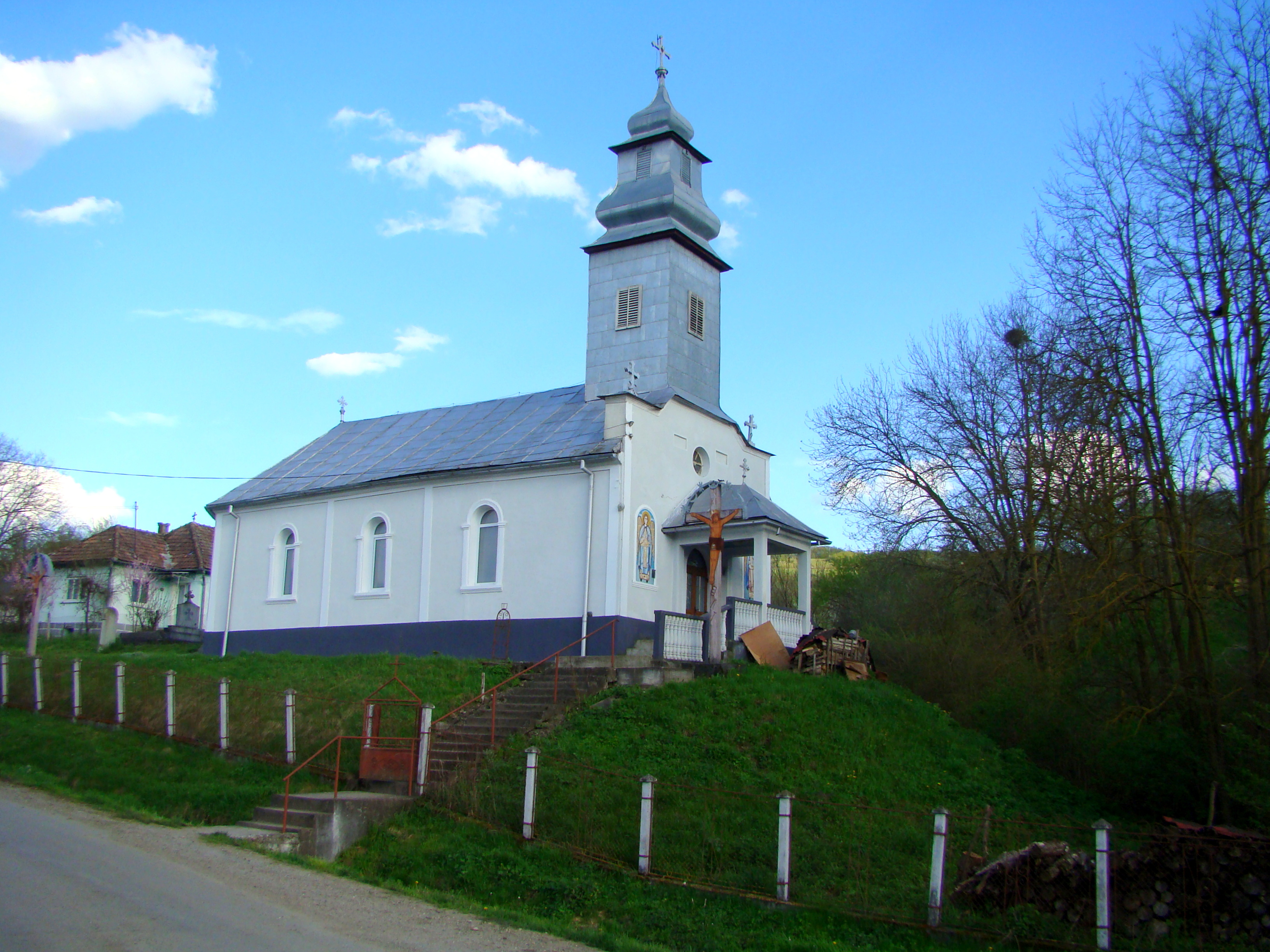
Biserica "Sfinții Arhangheli" (1871)
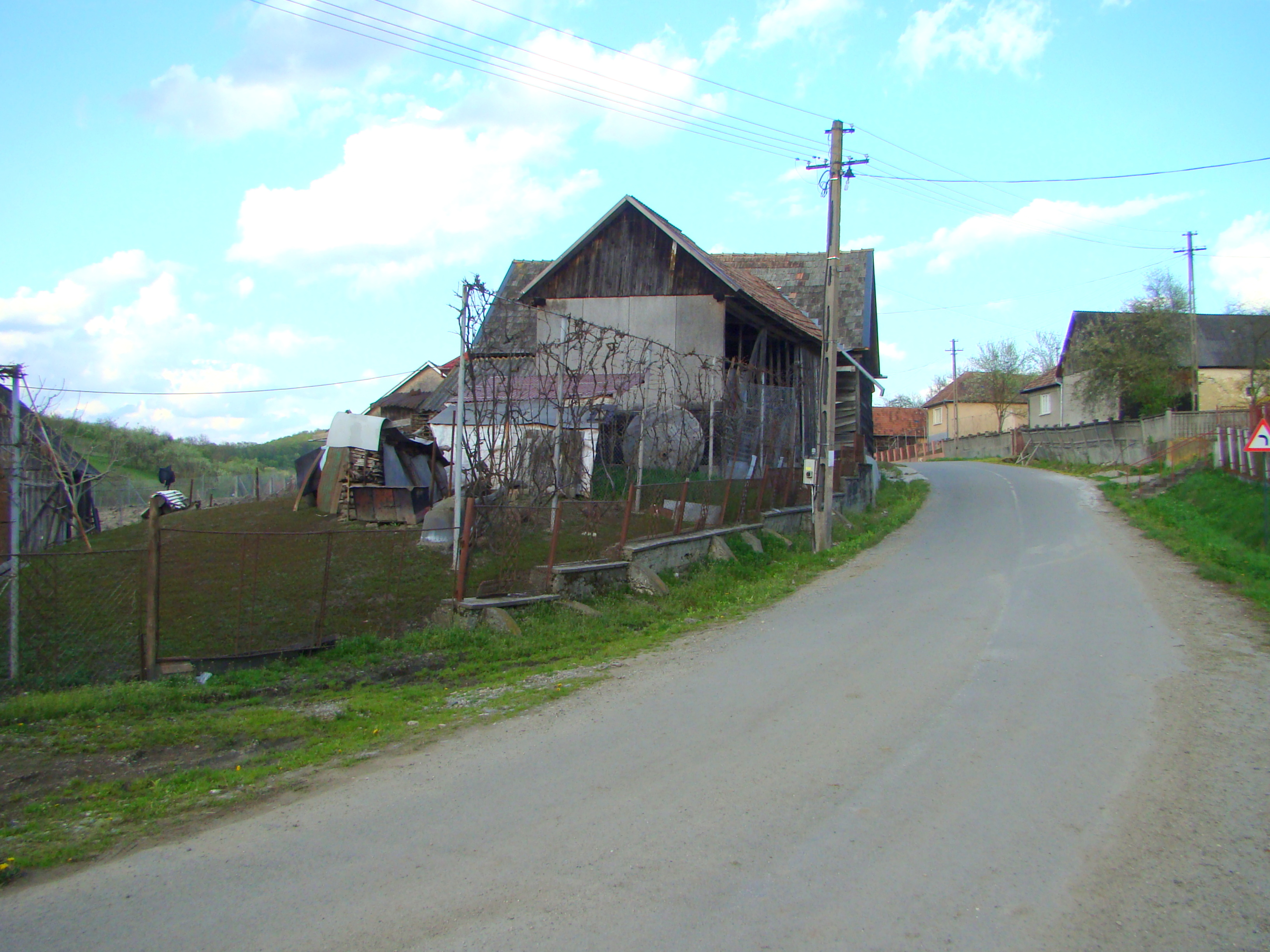
Tărpiu
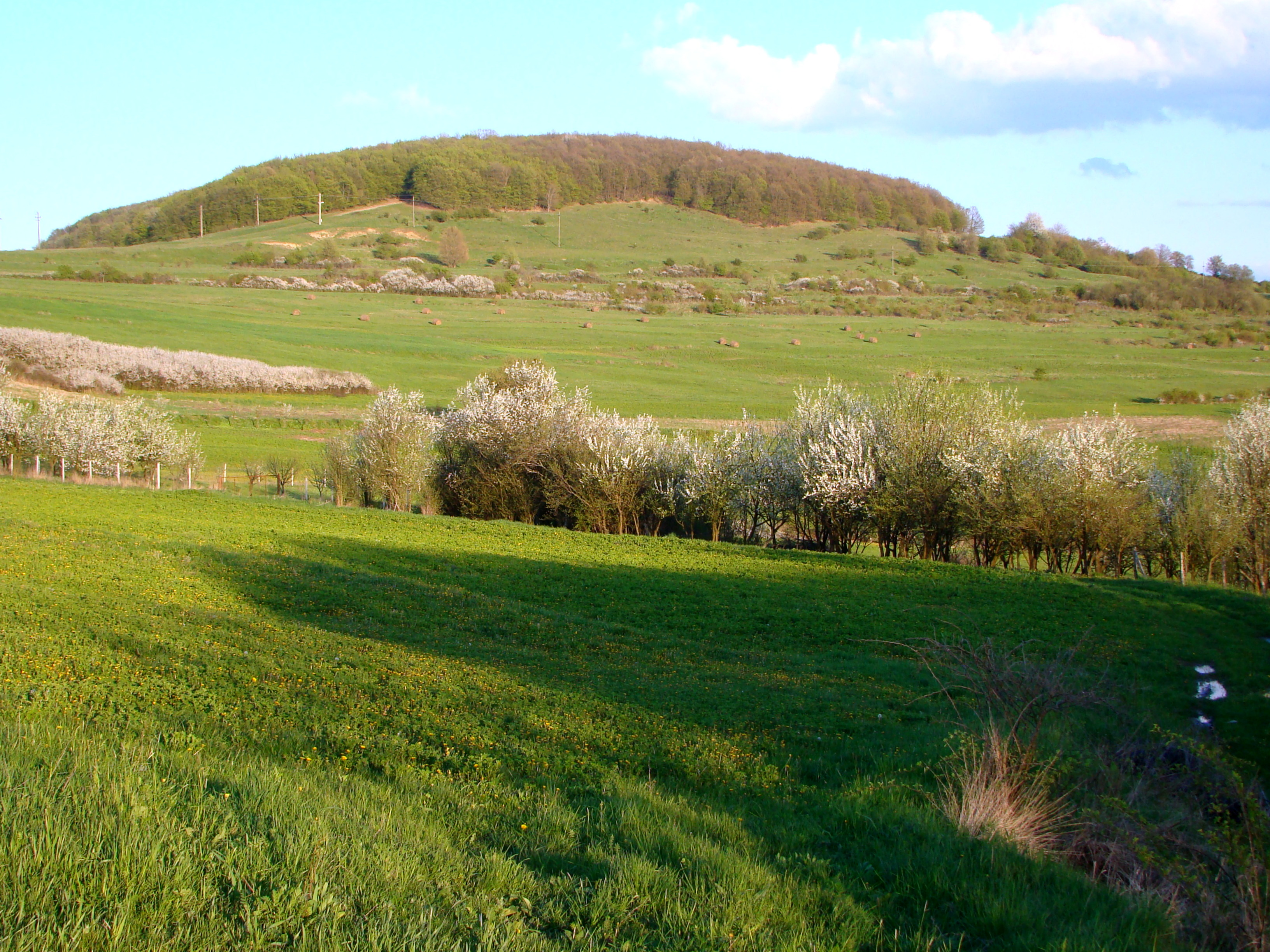
Șigău
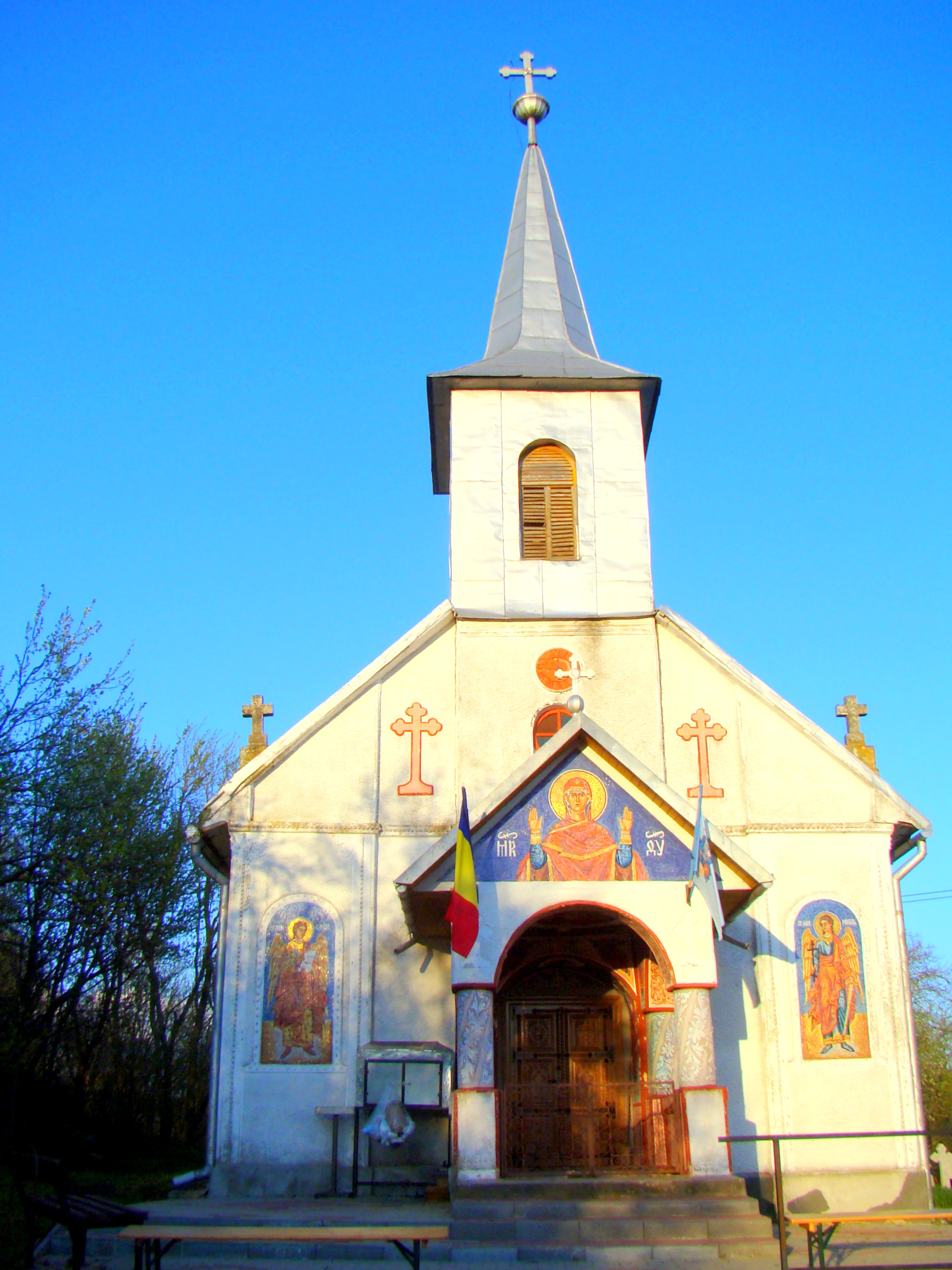
Biserica "Sfinții Arhangheli" (1903)
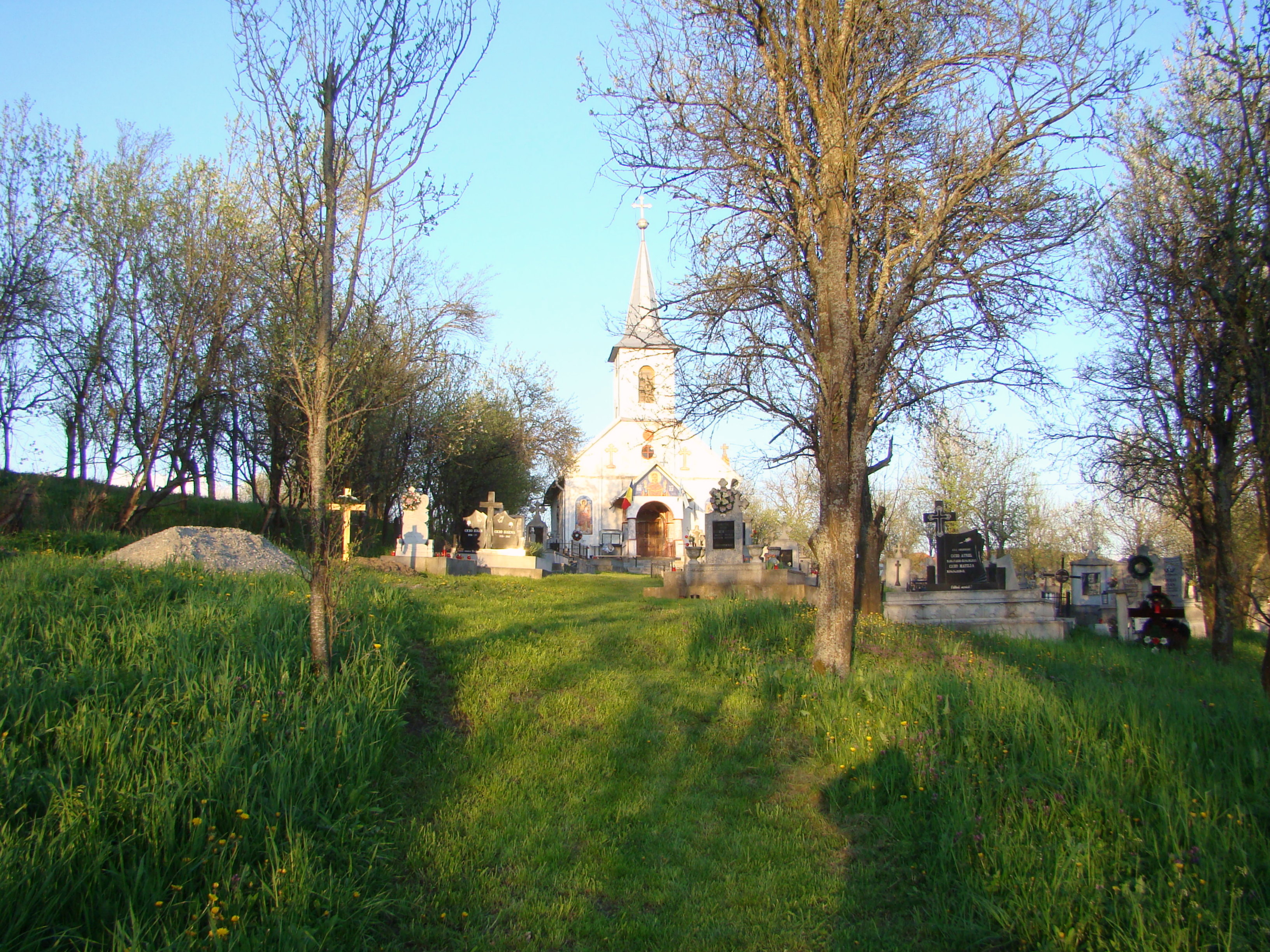
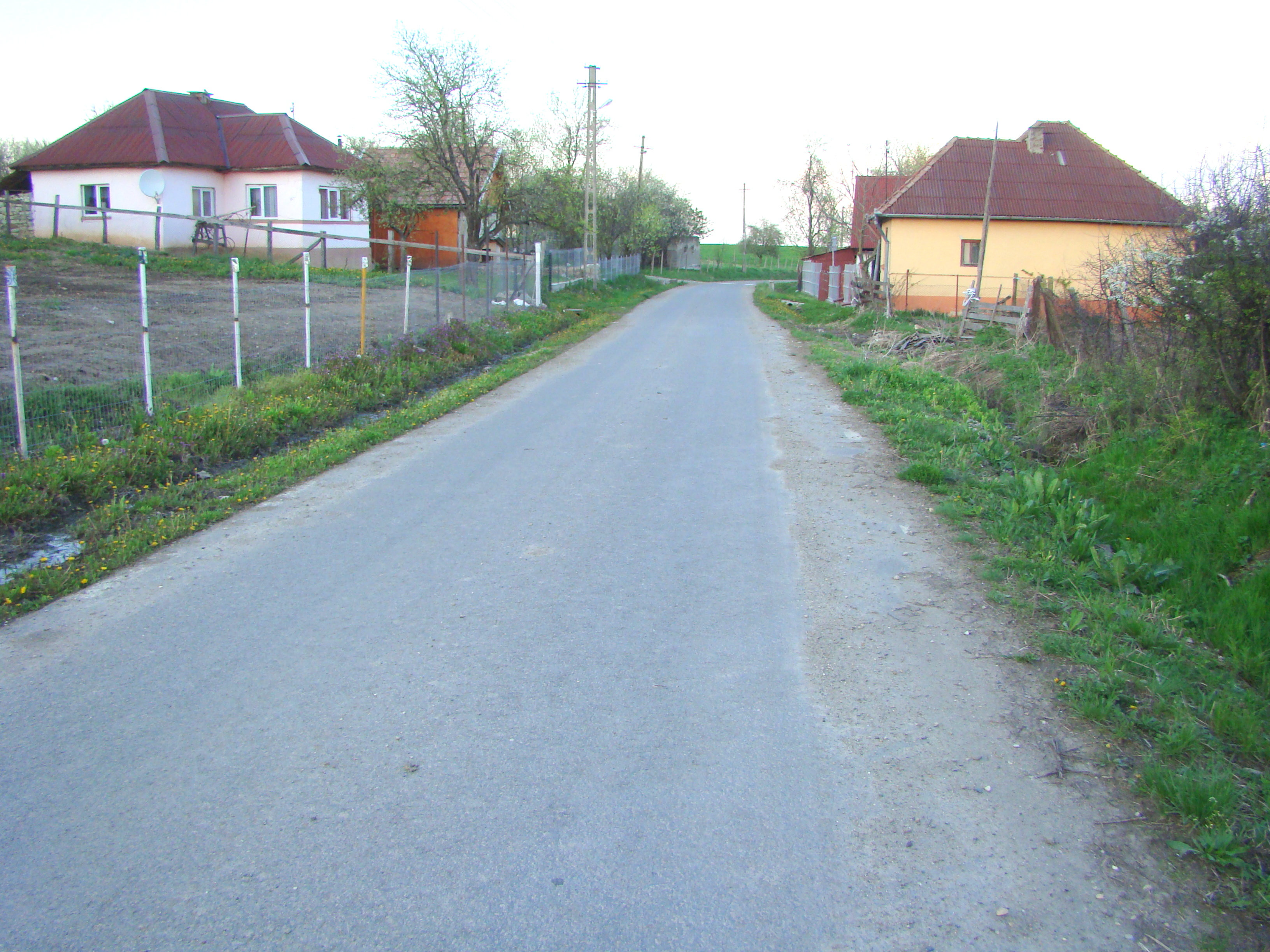
Șigău